# 和義巷社区
和義巷社区（わぎこうしゃく）は、広州市越秀区光塔街道の社区。